# Сауда
Сауда (норв. Sauda) је насељено место у Норвешкој у округу Рогаланд. Има статус града од 1999.